# 캐서롤

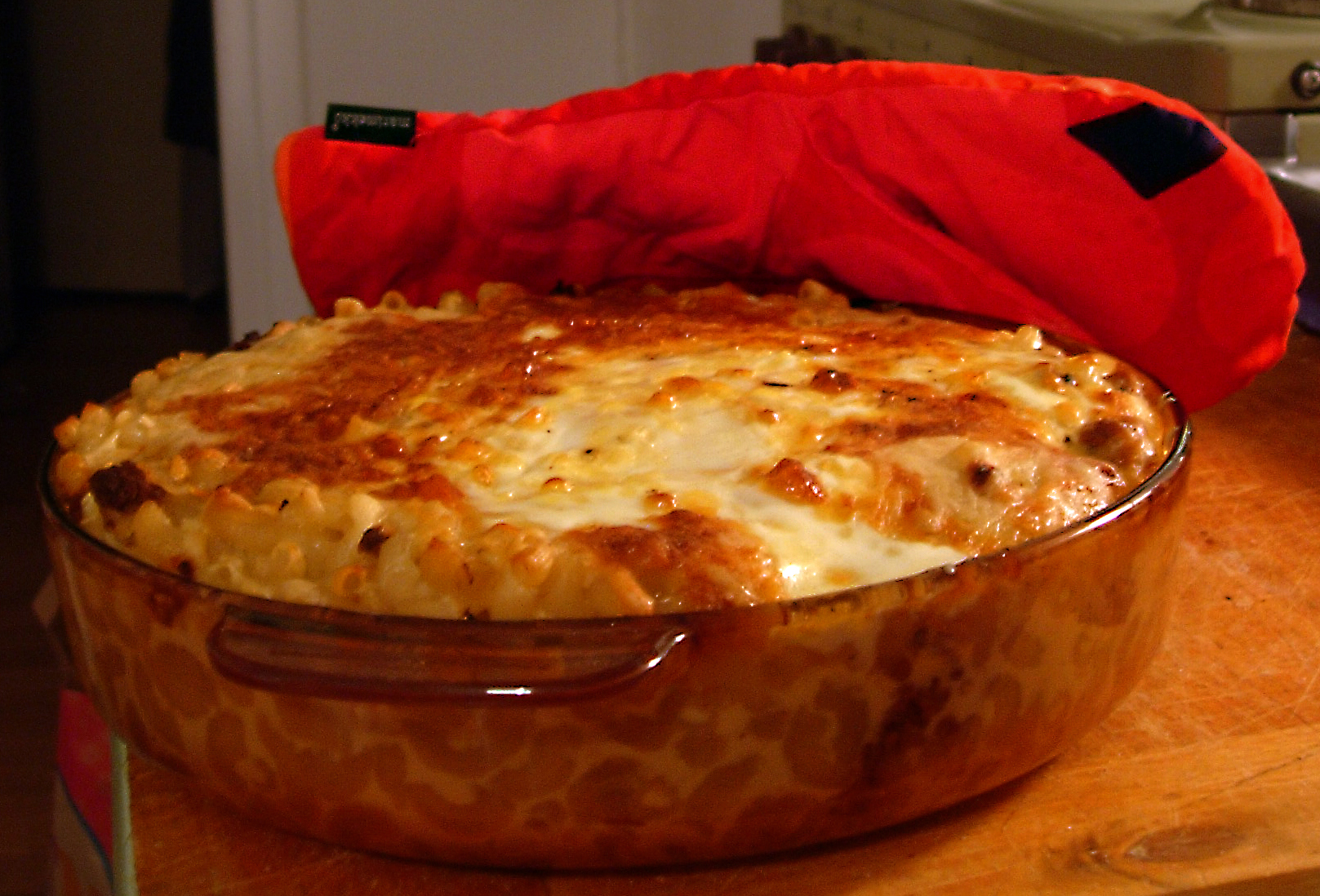
마카로니 캐서롤

캐서롤(casserole)은 가금류 등의 딱딱한 고기를 야채와 양념과 함께 불로 삶는 요리를 만들 때 사용되는 도구이다.
오븐에서 다양한 요리를 요리하는데 사용되는 일종의 크고 깊은 팬 또는 그릇이다. 또한 그러한 용기에서 조리된 음식의 범주이기도 하다. 두 가지 용도를 구별하기 위해 팬은 "캐서롤 접시" 또는 "캐서롤 팬"이라고 할 수 있지만 음식은 단순히 "캐서롤"로 호칭한다. 동일한 팬이 종종 요리와 서빙 모두에 사용된다.

## 같이 보기
- 더치 오븐